# Open huisverdrag
Onder een open huisverdrag werd in het feodale tijdperk een verdrag bedoeld dat een persoon en zijn nakomelingen het recht gaf om te allen tijde toegang en verblijf op een bezit (bijvoorbeeld een kasteel) te verkrijgen en zelfs om er soldaten te legeren als dat voor de verdediging van zijn gebied noodzakelijk mocht zijn.
In tegenstelling tot een leen bleef het kasteel in handen van de oorspronkelijke eigenaar en waren er ook geen heerlijke rechten aan het recht op open huis verbonden.